# Confide in Me: The Irresistible Kylie
A Confide in Me: The Irresistible Kylie Kylie Minogue ausztrál énekesnő válogatásalbuma. 2007. július 16-án jelent meg az Egyesült Királyságban. A kiadványon többségében olyan dalok hallhatóak, amelyek a Kylie Minogue (1994) és az Impossible Princess (1997) albumokról származnak.

## Számlista
| 1.  | Confide in Me                             | Steve Anderson, Dave Seaman, Owain Barton          | Brothers in Rhythm             | 5:51 |
| 2.  | Put Yourself in My Place                  | Jimmy Harry                                        | Harry                          | 4:54 |
| 3.  | Where Is the Feeling (BIR 7" Mix)         | Wilf Smarties, Jayn Hanna                          | Brothers in Rhythm             | 4:11 |
| 4.  | If I Was Your Lover                       | Harry                                              | Harry                          | 4:45 |
| 5.  | Some Kind of Bliss                        | Minogue, James Dean Bradfield, Sean Moore          | Dave Eringa, Bradfield         | 4:12 |
| 6.  | Did It Again                              | Minogue, Anderson, Seaman                          | Brothers in Rhythm             | 4:22 |
| 7.  | Breathe                                   | Minogue, Dave Ball, Ingo Vauk                      | Ball, Vauk                     | 4:37 |
| 8.  | If You Don’t Love Me                      |                                                    |                                | 2:12 |
| 9.  | Tears                                     | Minogue, Ball, Vauk                                | Ball, Vauk                     | 4:29 |
| 10. | Gotta Move On                             |                                                    |                                | 3:35 |
| 11. | Difficult by Design                       |                                                    |                                | 3:43 |
| 12. | Stay This Way                             |                                                    |                                | 4:34 |
| 13. | This Girl                                 |                                                    |                                | 3:08 |
| 14. | Automatic Love                            | Minogue, Inga Humpe, Charlie Mallozzi, Marco Sabiu | Brothers in Rhythm             | 4:45 |
| 15. | Where Has the Love Gone (Roach Motel Mix) | Alex Palmer, Julie Stapleton                       |                                | 9:25 |
| 16. | Surrender                                 | Gerry DeVeaux, Charlie Mole                        | DeVeaux, John Waddle, Tim Bran | 4:25 |
| 17. | Dangerous Game                            | Anderson, Seaman                                   | Brothers in Rhythm             | 5:30 |

| 1.  | Time Will Pass You By                   | Dino Fekaris, Nick Zesses, John Rhys  | M People                  | 5:26  |
| 2.  | Falling                                 | Neil Tennant, Chris Lowe              | Pete Heller, Terry Farley | 6:43  |
| 3.  | Nothing Can Stop Us                     | Mike Percy, Tim Lever, Tracy Ackerman | Brothers in Rhythm        | 4:06  |
| 4.  | Love is Waiting                         | Bob Stanley, Pete Wiggs               | Saint Etienne             | 4:48  |
| 5.  | Cowboy Style                            | Minogue, Anderson, Seaman             | Brothers in Rhythm        | 4:44  |
| 6.  | Say Hey                                 | Minogue                               | Brothers in Rhythm        | 3:37  |
| 7.  | Drunk                                   | Minogue, Anderson, Seaman             | Brothers in Rhythm        | 3:59  |
| 8.  | I Don’t Need Anyone                     | Minogue, Bradfield, Nick Jones        | Eringa, Bradfield         | 3:14  |
| 9.  | Jump                                    | Minogue, Rob Dougan                   | Dougan                    | 4:04  |
| 10. | Limbo                                   | Minogue, Ball, Vauk                   | Ball, Vauk                | 4:05  |
| 11. | Through the Years                       | Minogue, Ball, Vauk                   | Ball, Vauk                | 4:20  |
| 12. | Dreams                                  | Minogue, Anderson, Seaman             | Brothers in Rhythm        | 3:44  |
| 13. | Too Far                                 | Minogue                               | Brothers in Rhythm        | 4:43  |
| 14. | Confide in Me (Big Brothers Mix)        | Anderson, Seaman, Barton              |                           | 10:28 |
| 15. | If You Don’t Love Me (Acoustic version) |                                       |                           | 2:10  |
| 16. | Falling (Alternative Mix)               | Tennant, Lowe                         |                           | 8:40  |